# 巴塞隆納古代猶太會堂

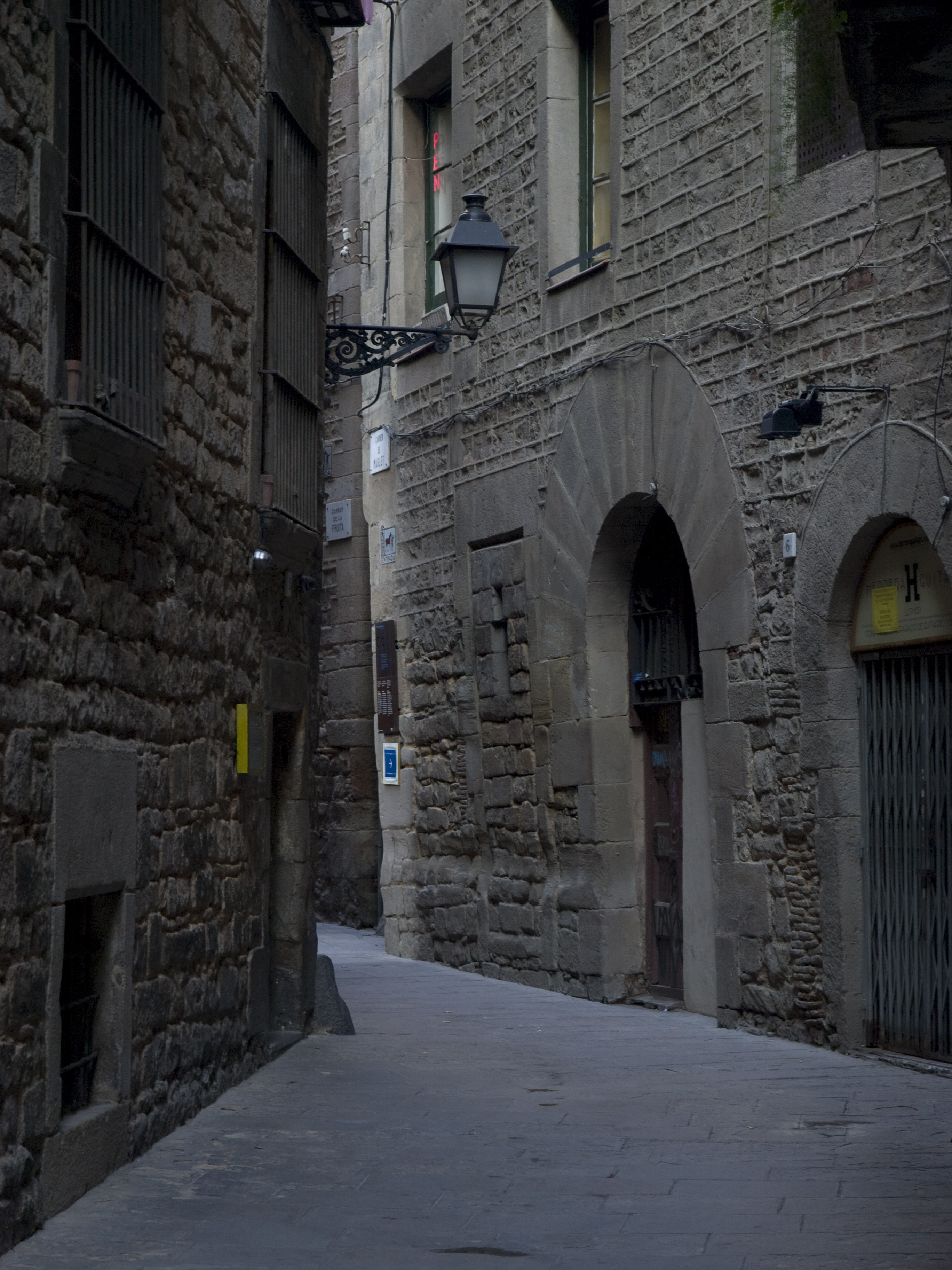

巴塞隆納古代猶太會堂是一座被認為位於西班牙加泰隆尼亞巴塞隆納市中心的古代猶太會堂。這座猶太會堂也被認為是歐洲最古老的猶太會堂之一。

## 外部連結
- Associació Call de Barcelona （页面存档备份，存于）

41°22′57″N 2°10′33″E / 41.38250°N 2.17583°E